# Пам'ятки Березнегуватського району
У Березнегуватському районі Миколаївської області на обліку перебуває 7 пам'яток архітектури, 36 — історії та 2 — монументального мистецтва (обидві — пам'ятники В. І. Леніну).

## Пам'ятки архітектури
| №п/п | Охоронний номер | Найменування пам'ятки | Адреса                               | Рік       | Автор         | Фото |
| ---- | --------------- | --------------------- | ------------------------------------ | --------- | ------------- | ---- |
| 1.   |                 | Воскресенська церква  | Смт Березнегувате, вул. Партизанська | 1860—1880 | О. І. Тищенко |      |
| 2.   |                 | Земська лікарня       | Смт Березнегувате                    | 1890—1901 | Шайкін Й. М.  |      |
| 3.   |                 | Синагога              | Смт Березнегувате, вул. Леніна,3     | 1910      | О. І. Тищенко |      |
| 4.   |                 | Лікарня               | Село Висунськ, вул. Леніна           | 1860—1880 | О. І. Тищенко |      |
| 5.   |                 | Покровська церква     | Село Висунськ, вул. Леніна           | 1840—1850 | О. І. Тищенко |      |
| 6.   |                 | Церква                | Село Новосевастополь                 | 1850—1860 | О. І. Тищенко |      |
| 7.   |                 | Садибний будинок      | Смт Березнегувате вул. 1 Травня      | 1860—1870 | Виборний      |      |
|      |                 |                       |                                      |           |               |      |

## Пам'ятки історії
| 1.  | 750  | Пам'ятний знак на місці страти учасників Березнегуватського підпілля, розстріляних фашистами у 1944 році;Пам'ятний знак на честь учасників Березнегуватського підпілля (пам'ятник комплексний). | Смт Березнегувате, вул. Партизанська               | 1974 |
| 2.  | 1531 | Братська могила жертв фашизму (865 чоловік). | Смт Березнегувате                                  | 1981 |
| 3.  | _    | Могила підпільника Довбні Б. Б., який загинув у катівнях Гестапо в березні 1944 року. | Смт Березнегувате, центральне кладовище            | 2001 |
| 4.  | 756  | Пам'ятник трудовій славі (трактор «Універсал»). | Смт Березнегувате «Сільгосптехніка»                | 1967 |
| 5.  | 176  | Меморіальний комплекс — братська могила радянських воїнів (12 чоловік);братська могила учасників підпілля (11 чоловік);пам'ятний знак на честь воїнів-земляків, загиблих у роки ВВВ.            | Смт Березнегувате, вул. Партизанська               | 1973 |
| 6.  | 749  | Пам'ятний знак на честь воїнів-земляків, загиблих у роки ВВВ. | Село Біла Криниця                                  | 1965 |
| 7.  | 177  | Пам'ятний знак на честь воїнів-земляків, загиблих у роки ВВВ. | Село Веселий Кут                                   | 1965 |
| 8.  | _    | Могила лейтенанта Корчаки Т. П., який загинув при визволенні села Веселий Кут у 1944 році. | Село Веселий Кут                                   | 1965 |
| 9.  | 178  | Братська могила радянських воїнів (11 чоловік) та пам'ятний знак на честь воїнів-земляків, загиблих у роки ВВВ (пам'ятник комплексний).                                                         | Село Висунськ, центр сільського парку              | 1965 |
| 10. | 764  | * Пам'ятник Ковтюху Є. І., герою Громадянської війни, уродженцю с. Висунськ. | Село Висунськ, біля школи                          | 1969 |
| 11. | 1397 | * Монумент на честь утворення Висунської республіки у 1919 році. | Село Висунськ, в центрі села                       | 1979 |
| 12. | 751  | Пам'ятний знак на честь воїнів-земляків, загиблих у роки ВВВ. | Село Кавказ, шкільний парк                         | 1971 |
| 13. | _    | Могила радянського воїна старшого сержанта Бреєва І. І., який загинув при визволенні села. | Село Калачеве, кладовище                           | 1985 |
| 14. | 179  | Братська могила радянських воїнів (19 чоловік). | Село Калинівка, центр села                         | 1965 |
| 15. | 180  | Братська могила радянських воїнів (11 чоловік) та пам'ятний знак на честь воїнів-земляків, загиблих у роки ВВВ (пам'ятник комплексний).                                                         | Село Калуга, парк                                  | 1965 |
| 16. | 181  | Братська могила радянських воїнів (36 чоловік) та пам'ятний знак на честь воїнів-земляків, загиблих у роки ВВВ (пам'ятник комплексний).                                                         | Село Лепетиха, сільський сквер                     | 1965 |
| 17. | 182  | Братська могила радянських воїнів (34 чоловіки). | Село Любомирівка                                   | 1965 |
| 18. | 183  | Пам'ятний знак на честь воїнів-земляків, загиблих у роки ВВВ. | Село Любомирівка                                   | 1965 |
| 19. | 184  | Братська могила невідомих червоноармійців. | Село Любомирівка                                   | 1967 |
| 20. | 185  | Братська могила радянських воїнів (79 чоловік). | Село Маліївка, центральний парк                    | 1958 |
| 21. | 752  | Братська могила радянських воїнів (45 чоловік). | Село Маліївка, парк біля будинку культури          | 1958 |
| 22. | 186  | Братська могила радянських воїнів (19 чоловік) та пам'ятний знак на честь воїнів-земляків, загиблих у роки ВВВ (пам'ятник комплексний).                                                         | Село Мурахівка, вул. Леніна                        | 1965 |
| 23. | 188  | Братська могила радянських воїнів (9 чоловік) та пам'ятний знак на честь воїнів-земляків, загиблих у роки ВВВ (пам'ятник комплексний).                                                          | Село Нововолодимирівка, шкільний парк              | 1965 |
| 24. | 189  | Братська могила радянських воїнів (12 чоловік) та пам'ятний знак на честь воїнів-земляків, загиблих у роки ВВВ (пам'ятник комплексний).                                                         | Село Новоочаків, сквер                             | 1958 |
| 25. | 753  | Пам'ятний знак на честь завершення Безезнегувато-Снігурівської операції (6—18 березня 1944 р.)                                                                                                  | Село Новосевастополь, південно-східна околиця села | 1974 |
| 26. | 754  | Братська могила радянських воїнів (9 чоловік). | Село Новосергіївка, північно-західна околиця села  | 1958 |
| 27. | _    | Пам'ятний знак на честь воїнів-земляків, загиблих у роки ВВВ. | Село Новоукраїнка, в центрі села                   | 2002 |
| 28. | 190  | Братська могила радянських воїнів (132 чоловіки). | Село Озерівка                                      | 1958 |
| 29. | 191  | Братська могила радянських воїнів (3 чоловіки) та пам'ятний знак на честь воїнів-земляків, загиблих у роки ВВВ (пам'ятник комплексний).                                                         | Село Петропавлівка, в центрі села                  | 1958 |
| 30. | 192  | Братська могила мирних жителів, які загинули від рук білогвардійців. | Село Пришиб, в центрі села                         | 1967 |
| 31. | 193  | Пам'ятний знак на честь воїнів-земляків, загиблих у роки ВВВ. | Село Пришиб, сільське кладовище                    | 1965 |
| 32. | _    | Могила Невідомого радянського воїна. | Село Пришиб, кладовище                             | 1986 |
| 33. | 1443 | Братська могила жертв фашизму (998 чоловік). | Село Романівка, центр                              | 1985 |
| 34. | 195  | Братська могила радянських воїнів (20 чоловік) та пам'ятний знак на честь воїнів-земляків, загиблих у роки ВВВ (пам'ятник комплексний).                                                         | Село Сергіївка, центральний сквер                  | 1958 |
| 35. | 196  | Братська могила радянських воїнів (6 чоловік). | Село Тетянівка, центр села                         | 1972 |
| 36. | 197  | Пам'ятний знак на честь воїнів-земляків, загиблих у роки ВВВ. | Село Яковлівка, кладовище                          | 1965 |

## Пам'ятки монументального мистецтва
| №п/п | Охоронний номер | Найменування пам'ятки  | Адреса                                 | Рік  | Автор                                    | Фото |
| ---- | --------------- | ---------------------- | -------------------------------------- | ---- | ---------------------------------------- | ---- |
| 1.   | 757             | Пам'ятник В. І. Леніну | Селище Березнегувате, Площа ім. Леніна | 1975 | ск. П. І. Кравченко, арх. В. Очаківський |      |
| 2.   | 767             | Пам'ятник В. І. Леніну | Село Мурахівка                         | 1972 |                                          |      |
|      |                 |                        |                                        |      |                                          |      |